# إريك بايلي
إريك بيرتراند بايلي (بالفرنسية: Eric Bailly)‏ (مواليد 12 أبريل 1994) هو لاعب كرة قدم إيفواري يلعب حاليًا لصالح نادي مانشستر يونايتد الإنجليزي في مركز الدفاع.

## المسيرة الدولية

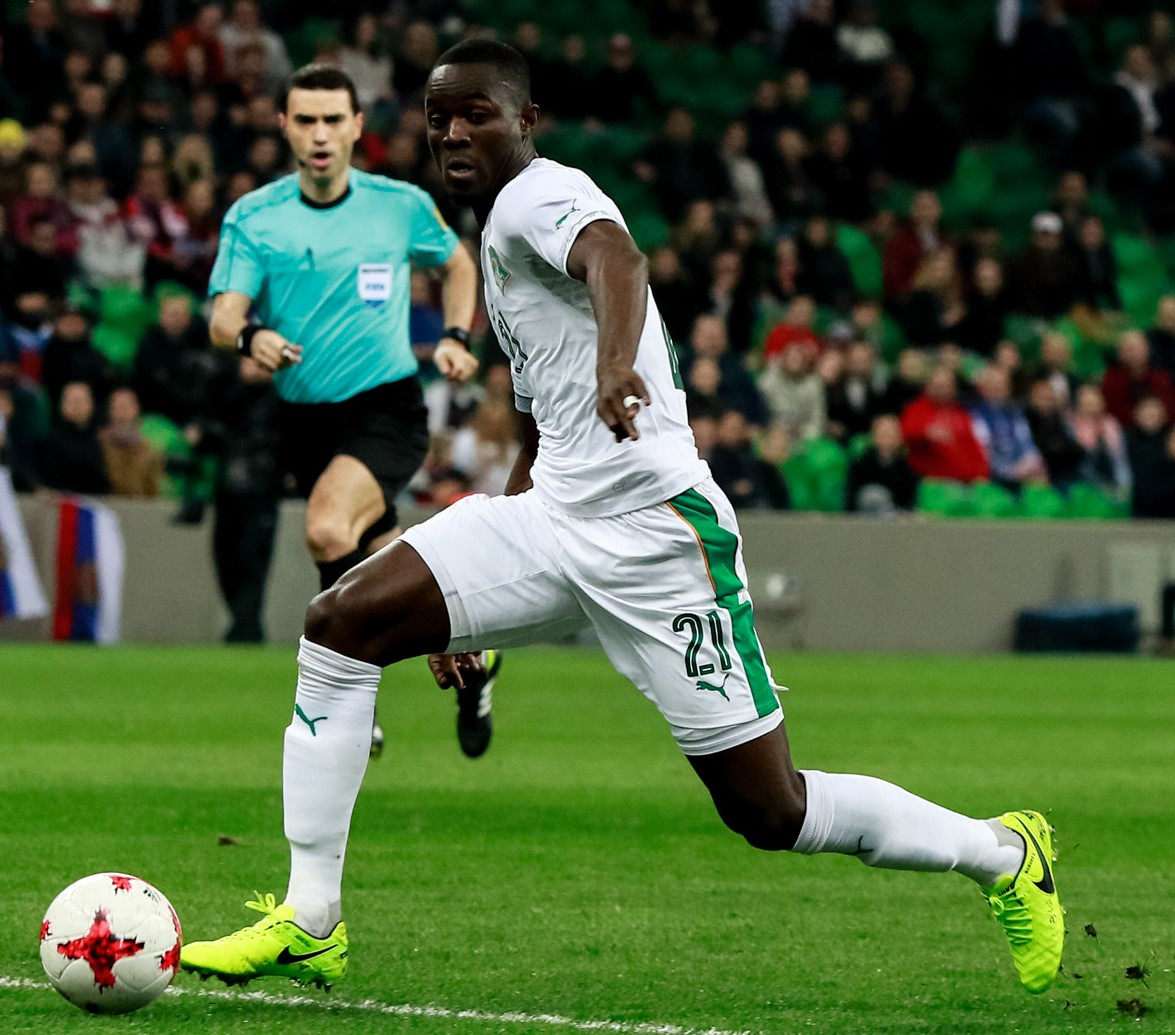
إريك بابلي

في 29 ديسمبر 2014، استدعي بايلي لقائمة المنتخب الإفواري للمشاركة في كأس الأمم الأفريقية 2015. لعب مباراته الأولى يوم 11 يناير 2015 في المباراة الودية أمام منتخب نيجيريا، كما شارك في جميع مباريات ساحل العاج في كأس الأمم الأفريقية 2015 والتي انتهت بتتويجهم باللقب.

## ألقاب
- كأس الأمم الأفريقية: 2015

## روابط خارجية
- إريك بايلي على موقع الاتحاد الأوربي (الإنجليزية)
- إريك بايلي على موقع اتحاد تركيا (لاعب) (الإنجليزية)
- إريك بايلي على موقع إي إس بي إن إف سي (الإنجليزية)
- إريك بايلي على موقع قاعدة بيانات كرة القدم.إي يو (الإنجليزية)
- إريك بايلي على موقع ليكيب (الفرنسية)
- إريك بايلي على موقع ناشيونال فوتبول تيمز (الإنجليزية)
- إريك بايلي على موقع Soccerbase.com (لاعب) (الإنجليزية)
- إريك بايلي على موقع Soccerway.com (الإنجليزية)
- إريك بايلي على موقع عالم كرة القدم.نت (الإنجليزية)
- إريك بايلي على موقع أوليمبيديا (الإنجليزية)